# Lisse-en-Champagne

Lisse-en-Champagne este o comună în departamentul Marne, Franța. În 2009 avea o populație de 124 de locuitori.